# Ptiliolum caledonicum
Ptiliolum caledonicum (Syn.: P. croaticum) ist ein Käfer aus der Familie der Zwergkäfer (Ptiliidae).

## Merkmale
Die Käfer erreichen eine Körperlänge von 0,75 bis 0,8 Millimetern. Der etwas gewölbte Körper ist leicht glänzend braungelb gefärbt. Die Deckflügel haben komplett abgerundete Schulterwinkel und sind davor nicht ausgeschweift. Der Halsschild ist an den Hinterwinkeln nicht abgerundet, seine Seiten sind davor ausgeschweift oder eingeschnürt. An den Deckflügeln ist das hintere Flügelpaar durchscheinend als schwarzer Fleck erkennbar. Die Fühler und Beine sind blassgelb gefärbt.

## Vorkommen und Lebensweise
Die Art ist in weiten Teilen Europas verbreitet, fehlt aber östlich von Deutschland, der Slowakei und Ungarn. 